# Quiroga
Quiroga er en by og kommune i det nordvestlige Spanien i provinsen Lugo. Den har et indbyggertal på 3.057 (2024) indbyggere.